# Spinning Out
Spinning Out – amerykański serial internetowy, dramat o tematyce sportowej, stworzony dla platformy Netflix przez Samanthę Stratton.

## Zarys fabuły
Akcja serialu toczy się w małym miasteczku Pinecrest w stanie Idaho. Główną bohaterką jest Kat Baker, utalentowana łyżwiarka solistka. Kat pragnie powrócić do łyżwiarstwa po przerwie, do której została zmuszona po pęknięciu czaszki w wyniku dramatycznego upadku podczas zawodów krajowych (tzw. Sectionals). Dziewczyna zmaga się również z chorobą dwubiegunową, na którą cierpi też jej matka, Carol. Kat otrzymuje szansę na start w zawodach krajowych i walkę o udział w igrzyskach olimpijskich, jednak musi zmienić konkurencję na pary sportowe i rozpocząć wspólną jazdę z Justinem Davisem, synem bogatego właściciela resortu w Pinecrest.

## Czołówka
Każdy odcinek rozpoczyna się od czołówki przedstawiającej urywki filmów z treningów i występów łyżwiarskich dzieci, młodzieży, do piosenki In The Water w wykonaniu Joy Downer, stworzonej na potrzeby serialu. W czołówce wykorzystano fragment występu medalistki olimpijskiej Kaetlyn Osmond z rewii łyżwiarskiej.

## Inspiracje łyżwiarskie
Sezon 1
- Bordowa sukienka Kat i jej fryzura do tanga w programie krótkim były inspirowane wyglądem Tessy Virtue w tańcu dowolnym Moulin Rouge w sezonie 2017/2018 podczas igrzysk olimpijskich 2018[3].
- Czarno-biały kostium Jenn z Regionals był inspirowany kostiumem Kim Yu-ny z programu dowolnego Homage to Korea na mistrzostwach świata 2011.
- Podczas solowego występu Kat na Sectionals, gdzie uległa wypadkowi, miała na sobie srebrno-biało-czarną sukienkę inspirowaną kostiumem Aliny Zagitowej z programu krótkiego Black Swan w sezonie 2017/2018 podczas igrzysk olimpijskich 2018.
- W odc. 1 Jenn nawiązuje do ataku na Nancy Kerrigan z 1994 roku podczas którego łyżwiarka została uderzona metalowym prętem w nogę.

## Obsada

### Główna
- Kaya Scodelario jako Katerina „Kat” Baker
- Willow Shields jako Serena Baker
- Evan Roderick jako Justin Davis, partner sportowy Kat
- January Jones jako Carol Baker, matka Kat i Sereny
- David James Elliott jako James Davis, ojciec Justina
- Sarah Wright Olsen jako Mandy Davis, macocha Justina i druga żona Jamesa
- Svetlana Efremova jako Dasha Fedorova, trenerka Kat i Justina
- Amanda Zhou jako Jenn Yu, przyjaciółka Kat i łyżwiarka klubu Pinecrest
- Mitchell Edwards jako Marcus Holmes, przyjaciel i współpracownik Kat
- Will Kemp jako Mitch Saunders, trener Sereny

### Drugoplanowa
- Kaitlyn Leeb jako Leah Starnes, łyżwiarka klubu Pinecrest
- Johnny Weir jako Gabriel „Gabe” Richardson, łyżwiarz klubu Pincrest
- Jamie Champagne jako Drew Davis
- Jon Champagne jako Reid Davis
- Charlie Hewson jako doktor Ethan Paker
- Will Bowes jako Brent Fisher

### Dublerzy łyżwiarscy
- Evelyn Walsh / Trennt Michaud jako Kat i Justin (w scenach z elementami łyżwiarskimi par sportowych)
- Michelle Long, Elizabeth Putnam, Kim Deguise Léveillée jako Kat
- Dylan Moscovitch jako Justin
- Lilika Zheng jako Jenn
- Kim Deguise Léveillée jako Serena
- Emma Cullen jako Carol
- Madeline Schizas jako Leah

## Lista odcinków
| N/o | #  | Tytuł                   | Polski tytuł                         | Reżyseria                 | Scenariusz                       | Premiera        | Premiera w Polsce |
| --- | -- | ----------------------- | ------------------------------------ | ------------------------- | -------------------------------- | --------------- | ----------------- |
| 1 | 1  | Now Entering Sun Valley | Witamy w Sun Valley                  | Elizabeth Allen Rosenbaum | Samantha Stratton                | 1 stycznia 2020 | 1 stycznia 2020   |
| Kat Baker (Kaya Scodelario) upada podczas występu na zawodach łyżwiarskich w Idaho i doznaje pęknięcia czaszki. Kontuzja zmusza ją do odłożenia marzeń o karierze łyżwiarskiej i przygotowywaniu się do pracy trenerskiej. W tym samym czasie jej młodsza siostra Serena zamierza zadebiutować w kategorii seniorów. Kat nie zdaje egzaminów seniorskich, ale otrzymuje propozycję zostania partnerką sportową Justina Bakera (Evan Roderick), utalentowanego i zamożnego łyżwiarza, który nie może znaleźć odpowiedniej partnerki. Kat odmawia i planuje przeprowadzić się ze swoim chłopakiem do Londynu. |    |                         |                                      |                           |                                  |                 |                   |
| 2 | 2  | Welcome to the Family   | Witaj w rodzinie                     | Elizabeth Allen Rosenbaum | Samantha Stratton                | 1 stycznia 2020 | 1 stycznia 2020   |
| Kat zmienia zdanie co do wyjazdu do Londynu i decyduje, że chce zostać partnerką Justina. Okazuje się jednak, że nową partnerką Justina została Leah. Jenn zachęca Kat do wykonania potrójnego toe-loopa podczas treningu czym ma zwrócić uwagę Justina. Mimo wielu upadków i niewykonania skoku Justin docenia jej determinację i mówi jej, że decyzja, z kim jeździ w parze, zależy od jego ojca. Kat kłoci się z matką Carol (January Jones), co skutkuje wyprowadzeniem się Kat z domu. |    |                         |                                      |                           |                                  |                 |                   |
| 3 | 3  | Proceed with Caution    | Ostrożnie!                           | Matt Hastings             | Paul Keables                     | 1 stycznia 2020 | 1 stycznia 2020   |
| Kat ma problemy z dostosowaniem się do nowej konkurencji sportowej. Dasha (Svetlana Efremova) zmusza Kat i Justina do nawiązania więzi staroświeckimi sposobami co prowadzi do pierwszej szczerej rozmowy partnerów. Kat podejrzewa, że trener jej siostry może kłamać co do swojej przeszłości. |    |                         |                                      |                           |                                  |                 |                   |
| 4 | 4  | Keep Pinecrest Wild     | Chroń rezerwat w Pinecrest           | Matt Hastings             | Elizabeth Pearson                | 1 stycznia 2020 | 1 stycznia 2020   |
| Kat i Justin mają problem z nawiązaniem współpracy na lodzie. Kat martwi się, że jej choroba dwubiegunowa sprawia, że odsuwa od siebie ludzi. Wychodzi na randkę z Marcusem, co prowadzi do zazdrości Justina. Carol i trener Sereny, Mitch zbliżają się do siebie. |    |                         |                                      |                           |                                  |                 |                   |
| 5 | 5  | Two for $40             | Dwie sztuki za 40 dolarów            | Matt Hastings             | Leon Chills                      | 1 stycznia 2020 | 1 stycznia 2020   |
| Kat chce za wszelką cenę pokazać matce, że potrafi się sama utrzymać, jednak Carol, która od dawna nie bierze leków, wypłaca z jej konta wszystkie oszczędności. Carol i Mitch zaczynają się umawiać, jednak Serena wyjawia mu prawdę o chorobie matki. |    |                         |                                      |                           |                                  |                 |                   |
| 6 | 6  | Have a Nice Day!        | Miłego dnia!                         | Norma Bailey              | Jenny Lynn                       | 1 stycznia 2020 | 1 stycznia 2020   |
| Carol po wpadnięciu w manię próbuje poukładać swoje życie. Kat zbliża się do Justina i wdaje się w sprzeczkę z Jenn. Kat zaczyna mieć problemy z radzeniem sobie z presją. |    |                         |                                      |                           |                                  |                 |                   |
| 7 | 7  | Healing Times May Vary  | Czas rekonwalescencji może być różny | Norma Bailey              | Elizabeth Higgins Clark          | 1 stycznia 2020 | 1 stycznia 2020   |
| Kat jest zawiedziona niskimi punktami w pierwszych zawodach sezonu. Odstawia leki, przedkładając łyżwiarstwo ponad jej zdrowie psychiczne. Dasha przechodzi operację oczu. Kat i Justin zmieniają choreografię podnosząc poziom trudności programu. Kat zaczyna mieć problemy z panowaniem nad chorobą. Pojawia się ojciec Sereny, Reggie, o którego zazdrosny jest Mitch. Reggie planuje wrócić na stałe do miasta. |    |                         |                                      |                           |                                  |                 |                   |
| 8 | 8  | Hell Is Real            | Piekło istnieje naprawdę             | Jon Amiel                 | Paul Keables, Elizabeth Peterson | 1 stycznia 2020 | 1 stycznia 2020   |
| Po tygodniach niebrania leków, Kat wpada w manię. Jej impreza z obcymi ludźmi i narkotykami w pokoju Justina wymyka się spod kontroli, a w konsekwencji Justin i Marcus zostają aresztowani. Kat jest na skraju obłędu. Serena czuje się porzucona przez wszystkich. Carol pomaga Mandy, gdy ta zaczyna przedwcześnie rodzić. |    |                         |                                      |                           |                                  |                 |                   |
| 9 | 9  | #1 Mom                  | Najlepsza z mam                      | Matt Hastings             | Lara Olsen                       | 1 stycznia 2020 | 1 stycznia 2020   |
| Carol pomaga Kat w powrocie do normalności podając jej leki i okłamuje wszystkich, że Kat ma zapalenie płuc co uniemożliwia jej start w drugim etapie zawodów krajowych. Marcus i Justin muszą zmierzyć się z konsekwencjami imprezy Kat. Carol zmusza Kat do milczeniu o chorobie. Serena ujawnia tajemnicę związaną z upadkiem Kat. |    |                         |                                      |                           |                                  |                 |                   |
| 10 | 10 | Kiss & Cry              | Kiss and Cry                         | Jon Amiel                 | Samantha Stratton                | 1 stycznia 2020 | 1 stycznia 2020   |
| Kat wyjawia prawdę o swojej chorobie i pomimo zakończenia związku Justin decyduje się na występ z Kat na zawodach tzw. Sectionals. Kat wyznaje Justinowi miłość. Mitch dowiaduje się o zdradzie Carol i odchodzi. Serena wyjawia, że miała romans ze swoim lekarzem. Dr Paker w międzyczasie uwodzi Jenn, a ich konfrontacja z Kat prowadzi do kłótni. Kat i Justin rozpoczynają swój występ w programie dowolnym. |    |                         |                                      |                           |                                  |                 |                   |